# Skyspace Lech
Skyspace Lech er en walk-in-kunstinstallation af James Turrell. Det ligger ved Tannegg / Oberlech i Vorarlberg, den vestligste forbundsstat i Østrig.
I 2014 udtænkte James Turrell konceptet Skyspace Lech specifikt til dette sted, hvor det skulle integrere sig selv nærmest som en del af landskabet. Det åbnede for offentligheden i september 2018.
Et skyspace er et lukket rum, der er åbent for himlen gennem et stort hul i loftet eller kuplen. Det er normalt stort nok til cirka 15 personer. I dette særlige skyspace kombinerer kunstneren to af sine vitale kunstbegreber:
For det første skyspace selv med sin dynamiske kuppel, der giver besøgende mulighed for at se på himlen og det farveændrende lys på væggene. Skyspace Lechs kuppelåbning er en ellipse. De lette forestillinger varer i cirka 45 minutter, hvor besøgende er i stand til at se bjergtoppen Biberkopf og landsbyen Bürstegg på den ene side, og landsbyen Omeshorn på den anden.
For det andet var det såkaldte Ganzfeldraum en del af konceptet, som dette skyspace forvandles til i sin lukkede tilstand. Turrell lånte ordet "Ganzfeld" fra tysk for at beskrive fænomenet med det totale tab af dybdeopfattelse som for eksempel under et white-out (en kraftig snestorm).

## Eksterne links
- Officiel hjemmeside for Skyspace Lech Arkiveret 28. september 2020 hos  Wayback Machine
- Lonely Planet om Skyspace Lech Arkiveret 9. april 2019 hos  Wayback Machine